# Stazione meteorologica di Bonifati
La stazione meteorologica di Bonifati è la stazione meteorologica di riferimento per il servizio meteorologico dell'Aeronautica Militare e per l'Organizzazione Mondiale della Meteorologia, relativa alla località di Bonifati.

## Caratteristiche
La stazione meteorologica si trova nell'Italia meridionale, in Calabria, in provincia di Cosenza, nel comune di Bonifati, a 484 metri s.l.m. e alle coordinate geografiche 39°35′04.89″N 15°53′29.34″E.
Oltre a rilevare i dati relativi a temperatura, precipitazioni, pressione atmosferica, umidità relativa, direzione e velocità del vento, la stazione è collegata a una boa situata nell'antistante settore est del Mar Tirreno meridionale, grazie alla quale è possibile osservare lo stato del mare, l'altezza dell'onda marina, la direzione dell'onda stessa, oltre alla lunghezza e all'altezza dell'onda morta (onda non più soggetta all'azione diretta del vento).

## Medie climatiche ufficiali

### Dati climatologici 1971-2000
In base alle medie climatiche del periodo 1971-2000, la temperatura media del mese più freddo, febbraio, è di +8,2 °C, mentre quella del mese più caldo, agosto, è di +23,2 °C; mediamente si contano sei giorni di gelo all'anno e diciassette giorni con temperatura massima uguale o superiore ai +30 °C. I valori estremi di temperatura registrati nel medesimo trentennio sono i -5,4 °C del gennaio 1979 e i +40,0 °C dell'agosto 1999.
Le precipitazioni medie annue si attestano a 981 mm, mediamente distribuite in 94 giorni di pioggia, con minimo in estate, picco massimo in inverno e massimo secondario in autunno.
L'umidità relativa media annua fa registrare il valore di 76,5 % con minimi di 74 % ad agosto e a settembre e massimo di 80 % a dicembre; mediamente si contano 32 giorni di nebbia all'anno.
Di seguito è riportata la tabella con le medie climatiche e i valori massimi e minimi assoluti registrati nel trantennio 1971-2000 e pubblicati nell'Atlante Climatico d'Italia del Servizio Meteorologico dell'Aeronautica Militare relativo al medesimo trentennio.
| Bonfanti (1971-2000)            | Mesi        | Mesi        | Mesi        | Mesi        | Mesi        | Mesi        | Mesi        | Mesi        | Mesi        | Mesi        | Mesi        | Mesi        | Stagioni | Stagioni | Stagioni | Stagioni | Anno  |
| Bonfanti (1971-2000)            | Gen         | Feb         | Mar         | Apr         | Mag         | Giu         | Lug         | Ago         | Set         | Ott         | Nov         | Dic         | Inv      | Pri      | Est      | Aut      | Anno  |
| ------------------------------- | ----------- | ----------- | ----------- | ----------- | ----------- | ----------- | ----------- | ----------- | ----------- | ----------- | ----------- | ----------- | -------- | -------- | -------- | -------- | ----- |
| T. max. media (°C)              | 10,7        | 11,0        | 13,1        | 15,9        | 20,3        | 24,1        | 27,1        | 27,8        | 24,7        | 20,2        | 15,2        | 11,9        | 11,2     | 16,4     | 26,3     | 20,0     | 18,5  |
| T. min. media (°C)              | 5,8         | 5,4         | 6,8         | 8,9         | 13,1        | 16,5        | 19,2        | 19,8        | 17,1        | 13,7        | 9,6         | 7,0         | 6,1      | 9,6      | 18,5     | 13,5     | 11,9  |
| T. max. assoluta (°C)           | 21,0 (1987) | 25,0 (1977) | 25,4 (1991) | 28,4 (1999) | 34,0 (1994) | 37,4 (1982) | 38,6 (1998) | 40,0 (1999) | 36,0 (1975) | 32,6 (1993) | 26,0 (2000) | 24,2 (1989) | 25,0     | 34,0     | 40,0     | 36,0     | 40,0  |
| T. min. assoluta (°C)           | −5,4 (1979) | −3,2 (1991) | −5,0 (1987) | 0,4 (1997)  | 5,0 (1987)  | 8,8 (1980)  | 12,0 (1971) | 12,0 (1977) | 8,4 (1971)  | 2,8 (1978)  | −1,0 (1998) | −2,8 (1991) | −5,4     | −5,0     | 8,8      | −1,0     | −5,4  |
| Giorni di calura (Tmax ≥ 30 °C) | 0           | 0           | 0           | 0           | 0           | 2           | 5           | 8           | 2           | 0           | 0           | 0           | 0        | 0        | 15       | 2        | 17    |
| Giorni di gelo (Tmin ≤ 0 °C)    | 2           | 2           | 1           | 0           | 0           | 0           | 0           | 0           | 0           | 0           | 0           | 1           | 5        | 1        | 0        | 0        | 6     |
| Precipitazioni (mm)             | 92,7        | 105,9       | 84,3        | 94,4        | 57,7        | 35,4        | 23,1        | 37,6        | 64,6        | 113,5       | 140,9       | 130,5       | 329,1    | 236,4    | 96,1     | 319,0    | 980,6 |
| Giorni di pioggia               | 10          | 11          | 9           | 11          | 7           | 4           | 2           | 3           | 6           | 9           | 11          | 11          | 32       | 27       | 9        | 26       | 94    |
| Giorni di nebbia                | 4           | 4           | 4           | 5           | 5           | 2           | 1           | 0           | 1           | 1           | 2           | 3           | 11       | 14       | 3        | 4        | 32    |
| Umidità relativa media (%)      | 79          | 77          | 75          | 75          | 76          | 76          | 75          | 74          | 74          | 78          | 79          | 80          | 78,7     | 75,3     | 75       | 77       | 76,5  |

### Dati climatologici 1961-1990
In base alla media trentennale di riferimento (1961-1990) per l'Organizzazione Mondiale della Meteorologia, la temperatura media del mese più freddo, gennaio, si attesta a +8,0 °C; quella del mese più caldo, agosto, è di +23,3 °C. Nel medesimo trentennio, la temperatura minima assoluta ha toccato i -6,0 °C nel gennaio 1968 (media delle minime assolute annue di -1,6 °C), mentre la massima assoluta ha fatto registrare i +37,8 °C nel luglio 1987 (media delle massime assolute annue di +33,6 °C).
La nuvolosità media annua si attesta a 4,6 okta, con minimo di 3,1 okta ad agosto e massimi di 5,5 okta a febbraio e a marzo.
Le precipitazioni medie annue si aggirano sui 1 019 mm e si distribuiscono mediamente in 94 giorni, con minimo in estate e picco in autunno-inverno.
L'umidità relativa media annua fa registrare il valore di 76,8 % con minimi di 73 % ad agosto e a settembre e massimo di 80 % a gennaio.
Il vento presenta una velocità media annua di 4,9 m/s, con minimo di 3,5 m/s a luglio e massimo di 6,2 m/s a dicembre; le direzioni prevalenti sono di grecale a gennaio, marzo, settembre e ottobre, di levante a febbraio e dicembre, di ostro ad aprile e novembre, di libeccio a maggio e giugno, di maestrale a luglio e agosto.
| Bonfanti (1961-1990)        | Mesi        | Mesi        | Mesi        | Mesi        | Mesi        | Mesi        | Mesi        | Mesi        | Mesi        | Mesi        | Mesi        | Mesi        | Stagioni | Stagioni | Stagioni | Stagioni | Anno    |
| Bonfanti (1961-1990)        | Gen         | Feb         | Mar         | Apr         | Mag         | Giu         | Lug         | Ago         | Set         | Ott         | Nov         | Dic         | Inv      | Pri      | Est      | Aut      | Anno    |
| --------------------------- | ----------- | ----------- | ----------- | ----------- | ----------- | ----------- | ----------- | ----------- | ----------- | ----------- | ----------- | ----------- | -------- | -------- | -------- | -------- | ------- |
| T. max. media (°C)          | 10,4        | 10,9        | 12,9        | 15,6        | 19,7        | 23,4        | 26,4        | 27,1        | 24,4        | 20,0        | 15,2        | 11,7        | 11,0     | 16,1     | 25,6     | 19,9     | 18,1    |
| T. min. media (°C)          | 5,5         | 5,4         | 6,7         | 8,9         | 12,9        | 16,2        | 19,0        | 19,5        | 17,1        | 13,7        | 9,7         | 6,8         | 5,9      | 9,5      | 18,2     | 13,5     | 11,8    |
| T. max. assoluta (°C)       | 24,4 (1962) | 25,0 (1977) | 25,2 (1981) | 28,4 (1971) | 32,0 (1969) | 37,4 (1982) | 37,8 (1987) | 37,4 (1988) | 36,0 (1975) | 30,0 (1990) | 26,0 (1961) | 24,2 (1989) | 25,0     | 32,0     | 37,8     | 36,0     | 37,8    |
| T. min. assoluta (°C)       | −6,0 (1968) | −3,0 (1983) | −5,0 (1987) | 0,0 (1961)  | 3,4 (1962)  | 8,4 (1969)  | 12,0 (1971) | 12,0 (1977) | 8,4 (1971)  | 2,8 (1978)  | 0,0 (1973)  | −2,2 (1961) | −6,0     | −5,0     | 8,4      | 0,0      | −6,0    |
| Nuvolosità (okta al giorno) | 5,3         | 5,5         | 5,5         | 5,4         | 5,0         | 4,3         | 3,2         | 3,1         | 3,7         | 4,3         | 4,8         | 5,3         | 5,4      | 5,3      | 3,5      | 4,3      | 4,6     |
| Precipitazioni (mm)         | 111,1       | 115,5       | 102,8       | 86,9        | 53,7        | 32,0        | 18,3        | 35,9        | 67,2        | 126,1       | 134,5       | 134,7       | 361,3    | 243,4    | 86,2     | 327,8    | 1 018,7 |
| Giorni di pioggia           | 11          | 11          | 10          | 10          | 6           | 4           | 2           | 4           | 5           | 8           | 11          | 12          | 34       | 26       | 10       | 24       | 94      |
| Umidità relativa media (%)  | 80          | 78          | 77          | 75          | 77          | 76          | 76          | 73          | 75          | 78          | 79          | 78          | 78,7     | 76,3     | 75       | 77,3     | 76,8    |
| Vento (direzione-m/s)       | NE 5,8      | E 5,7       | NE 5,5      | S 5,2       | SW 4,4      | SW 3,8      | NW 3,5      | NW 3,7      | NE 4,3      | NE 5,4      | S 5,5       | E 6,2       | 5,9      | 5,0      | 3,7      | 5,1      | 4,9     |

## Valori estremi

### Temperature estreme mensili dal 1961 a oggi
Nella tabella sottostante sono riportate le temperature massime e minime assolute mensili, stagionali e annuali dal 1961 a oggi, con il relativo anno in cui si queste si sono registrate. La massima assoluta del quarantennio esaminato di +40,0 °C risale all'agosto 1999, mentre la minima assoluta di -6,0 °C è del gennaio 1968.
| Bonfanti (1961-2023)  | Mesi        | Mesi        | Mesi        | Mesi        | Mesi        | Mesi        | Mesi        | Mesi        | Mesi        | Mesi        | Mesi        | Mesi        | Stagioni | Stagioni | Stagioni | Stagioni | Anno |
| Bonfanti (1961-2023)  | Gen         | Feb         | Mar         | Apr         | Mag         | Giu         | Lug         | Ago         | Set         | Ott         | Nov         | Dic         | Inv      | Pri      | Est      | Aut      | Anno |
| --------------------- | ----------- | ----------- | ----------- | ----------- | ----------- | ----------- | ----------- | ----------- | ----------- | ----------- | ----------- | ----------- | -------- | -------- | -------- | -------- | ---- |
| T. max. assoluta (°C) | 24,4 (1962) | 25,0 (1977) | 29,6 (2001) | 29,6 (2003) | 34,0 (1994) | 38,2 (2007) | 39,6 (2007) | 40,0 (1999) | 36,0 (1975) | 32,6 (1993) | 29,8 (2004) | 24,2 (1989) | 25,0     | 34,0     | 40,0     | 36,0     | 40,0 |
| T. min. assoluta (°C) | −6,0 (1968) | −3,2 (1991) | −5,0 (1987) | −1,0 (2003) | 3,4 (1962)  | 8,4 (1969)  | 12,0 (1971) | 12,0 (1977) | 8,4 (1971)  | 2,8 (1978)  | −1,0 (1998) | −4,0 (2014) | −6,0     | −5,0     | 8,4      | −1,0     | −6,0 |